# Íntimo y personal
Up close & personal (Íntimo y personal, en España; Algo muy personal, en Hispanoamérica) es una película estadounidense dirigida por Jon Avnet, estrenada en 1996 y protagonizada por Michelle Pfeiffer y Robert Redford.
«Because You Loved Me», la canción principal de la película, escrita por Diane Warren e interpretada por Celine Dion, fue nominada a Mejor Canción Original en la 69.ª edición de los Premios Óscar.

## Argumento
Tally Atwater (Michelle Pfeiffer) es una  ambiciosa joven con muchas ganas de triunfar en la televisión y Warren Justice (Robert Redford), un veterano periodista y antiguo corresponsal en la Casa Blanca que está a cargo de las noticias en un canal de Miami. Viven una historia de amor y se ayudan en el plano laboral.
Consiguiendo ascender a la cúspide de la televisión.

## Reparto
- Robert Redford – Warren Justice
- Michelle Pfeiffer – Sally "Tally" Atwater
- Stockard Channing – Marcia McGrath
- Joe Mantegna – Bucky Terranova
- Kate Nelligan – Joanna Kennelly
- Glenn Plummer – Ned Jackson
- James Rebhorn – John Merino
- Scott Bryce – Rob Sullivan
- Raymond Cruz – Fernando Buttanda
- Dedee Pfeiffer – Luanne Atwater
- Miguel Sandoval – Dan Duarte
- James Karen – Tom Orr
- Michael Laskin – IBS Director

## Curiosidades
La actriz que interpreta a la hermana de Michelle Pfeiffer en la película es su hermana en la realidad: Dedee Pfeiffer.

## Premios
La canción Because You Loved Me, escrita por Diane Warren e interpretada por Céline Dion, fue nominada al Oscar a Mejor Canción Original y al Globo de Oro en la misma categoría, finalmente obtuvo el Grammy por Mejor canción para cine. Está en el álbum Falling into You de Celine Dion.
- Datos: Q777776
- Multimedia: Up Close and Personal (film) / Q777776